# 小島晋治
小島 晋治（こじま しんじ、1928年2月16日 - 2017年3月6日）は、日本の中国近代史学者。

## 経歴
1928年、茨城県古河市で生まれた。東京大学文学部東洋史学科で学び、1952年に卒業。東京大学大学院にすすみ、博士課程を単位取得後退学。
1967年、横浜市立大学助教授に着任。1973年、東京大学教養学部助教授に転じた。1977年に東京大学教養学部教授に昇進。1988年に東京大学を定年退官し、名誉教授となった。その後は同年より神奈川大学外国語学部教授をつとめ(1997年からは神奈川大学外国語学部特任教授)、1999年に退職した。
学界では、1988年から1992年まで現代中国学会（現日本現代中国学会代表幹事をつとめ、1990年からは中国研究所所長をつとめた。2017年3月6日に死去。

## 研究内容・業績
専門は中国近代史。太平天国の乱などに関する著作がある。
ソビエト連邦の機密文書から「アメリカとの冷戦において勝機を得ようとしたソ連が承認し、北朝鮮と中国が共同で実行した国際紛争」であることが明らかになっている朝鮮戦争を、「新中国成立まもなく起こった朝鮮戦争への介入は、中国にとっては、いわば余儀なくされたものであり、それによって米ソの直接対決、すなわち第三次世界大戦を回避することに寄与した」と礼賛する発言を述べている。著書『中国近現代史』16刷版（1993年）では、「1982年7月の日本の文部省の『教科書検定問題』（中国『侵略』という表現を改めさせたこと）」と書いているが、「華北へ侵略」を「華北に進出」と書き換えた」というのは誤報であった。これを知らずに書いていたならば、小島の調査不足である。知っていて書いたのならば、確信犯である。ちなみに中華人民共和国によるチベット侵攻を、チベットおよび西側諸国は「侵略」とし、中国政府は「平和解放」と呼ぶが、小島は「人民解放軍、チベットのラサに進駐」と記す。

## 著作
著書
- 『太平天国革命の歴史と思想』研文出版 1978
- 『アジアからみた近代日本』亜紀書房 1980
- 『洪秀全 ユートピアをめざして』(中国の英傑 10) 集英社 1987
  - 改題文庫化『洪秀全と太平天国』岩波現代文庫 2001
- 『太平天国運動と現代中国』研文出版 1993
- 『振り返って今 二十世紀を生きて』私家版 2002
- 『近代日中関係史断章』岩波現代文庫 2008

共著共編
- 『近世のアジア』(絵で見る世界史 7) 小山正明共著, 国民図書刊行会 1957
- 『いまアジアを考える』鶴見良行・森弘之・片倉もとこ共編, 三省堂選書 1985
- 『アジアの差別問題』西順蔵共編, 明石書店(世界差別問題叢書) 1986
- 『中国近現代史』丸山松幸共著, 岩波新書 1986
- 『いま・日本と中国を考える 日中比較文化論』共著, 神奈川新聞社出版局(神奈川大学人文学研究叢書) 1989
- 『近代中国研究案内』並木頼寿共著 岩波書店、1993
- 『20世紀の中国研究 その遺産をどう生かすか』大里浩秋・並木頼寿共著 研文出版 2001

翻訳
- 『文化大革命の内側で』ジャック・チェン[10]著, 杉山市平共訳, 筑摩書房 1978
- 『中国』(その人々の歴史 2) 人民教育出版社歴史編輯室編, 帝国書院(全訳世界の歴史教科書シリーズ) 1983
- 『中国農村の細密画 ある村の記録 1936～82』費孝通著, 研文出版 1985
- 『問俗録　福建・台湾の民俗と社会』陳盛韶著, 上田信・栗原純共訳 平凡社東洋文庫、1988
- 『紅衛兵の時代』張承志著, 田所竹彦共訳 岩波新書 1992
- 『中国歴史文化事典』孟慶遠編, 立間祥介・丸山松幸共編訳 新潮社 1998
- 『中国の歴史 中国高等学校歴史教科書』人民教育出版社歴史室編, 大沼正博・川上哲正・白川知多共訳, 明石書店(世界の教科書シリーズ) 2004
- 『中国民主改革派の主張－中国共産党私史』李鋭著, 岩波現代文庫 2013

## 参考資料
- 「小島晋治教授 略歴等」『人文研究』1999-02